# 순창 대모암 목조여래좌상
순창 대모암 목조여래좌상(淳昌大母庵木造如來坐像)은 대한민국 전북특별자치도 순창군 순창읍, 대모암에 있는 1600년대의 불상이다. 2017년 3월 31일 전라북도의 유형문화재 제248호로 지정되었다.

## 개요
대모암 목조여래불좌상은 사각형의 얼굴과 신체, 폭이 넓고 단순화된 평판적인 옷주름을 비롯하여 착의법과 수인 등 형식 및 양식 특징 등에서 조선후기 17세기경의 조각양식을 잘 보여주는 작품으로서, 보존상태가 양호하다. 뿐만 아니라 세부적인 특징에서 17세기 중~후반의 대표적인 조각승인 희철(熙藏, 1639～1661년 활동) 작품의 특징을 잘 갖추고 있어, 희장 또는 희장파 불상 연구에 중요한 귀중한 자료이다.

## 참고 자료
- 순창 대모암 목조여래좌상 - 국가유산청 국가유산포털